# Nan Shan (gebergte)

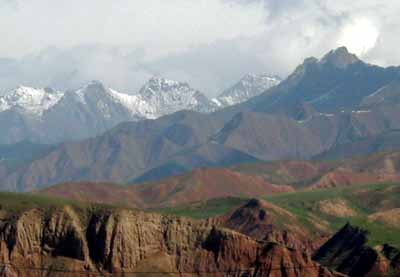
Qilian Shan, deel van de Nan Shan

De Nan Shan, Nanshan, Nansjan of Nangebergte (Chinees: 南山, pinyin: Nán Shān) is een verzamelnaam voor twee gebergtes in het westen van China, die de overgang vormen tussen de Hexi-corridor en het Tarimbekken in het noorden en het Tibetaans Plateau in het zuiden:
- Qilian Shan in het oosten, in het zuiden van Gansu en noorden van Qinghai;
- Altyn Tagh (Chinees: Altun Shan) in het westen, in het oosten van Sinkiang.